# Carex neoguinensis
Carex neoguinensis är en halvgräsart som beskrevs av Charles Baron Clarke. Carex neoguinensis ingår i släktet starrar, och familjen halvgräs.
Artens utbredningsområde är Papua Nya Guinea. Inga underarter finns listade i Catalogue of Life.